# 瑞杰帕伊·列杰波夫
瑞杰帕伊·列杰波夫（1992年2月23日—），土库曼斯坦男子举重运动员，2017年世界举重锦标赛男子77公斤级银牌得主、2022年世界举重锦标赛男子81公斤级银牌得主。